# UB Conquense
Die Unión Balompédica Conquense ist ein spanischer Fußballverein aus Cuenca in der autonomen Gemeinschaft Kastilien-La Mancha. Der Verein wurde 1946 gegründet und trägt seine Heimspiele im Estadio La Fuensanta aus, welches Platz für 3.500 Zuschauer bietet.

## Geschichte
Der Verein wurde 1946 gegründet und spielte seine erste Saison in der Tercera División, welche zu dieser Zeit noch die dritte spanische Liga war. UB Conquense konnte sich nur selten Spitzenplätze erspielen und stieg häufiger in die Regionalligen ab. Zur Saison 1987/88 konnte man erstmals in die zwischenzeitlich gegründete Segunda División B aufsteigen, stieg aber direkt wieder ab. Bis zur Saison 1997/98 spielt der Verein wieder viertklassig, konnte dann aber wieder in die Segunda División B aufsteigen und bis auf die Saison 2006/07, wo ein erneuter Abstieg in die Tercera División erfolgte, die Klasse halten. Seit 2012 pendelt der Verein zwischen Tercera División und Segunda División B, zuletzt stieg der Verein 2019 wieder in die Tercera División ab.

## Bekannte Spieler
- Alberto Díez Capón
- Miguel Ángel Carrilero
- Cristóbal Márquez Crespo
- David García Cubillo
- Diego Alegre Gil
- Maheta Matteo Molango
- Rubén Martín Pulido
- Rafael Barber Rodríguez

## Erfolge
- Copa de la Liga de Tercera División: 1984/85
- Meister Tercera División: 2006/07, 2015/16, 2017/18